# 南洲開靈宮
23°06′07″N 120°21′12″E / 23.102047°N 120.353410°E

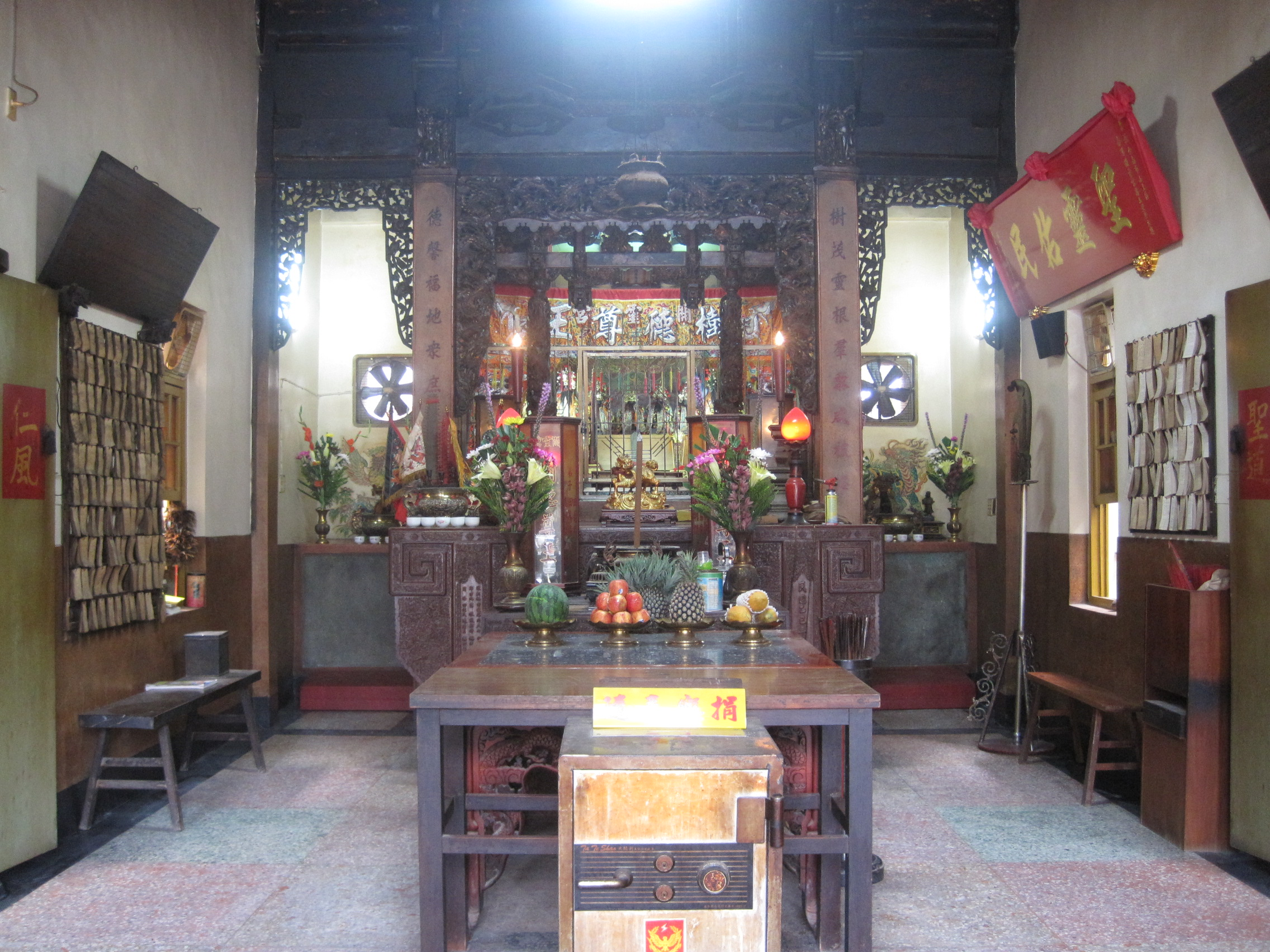
正殿

南洲開靈宮位於臺灣臺南市山上區，又稱南勢洲開靈宮，主祀樹德尊王（樹王公），也就是廟後的雨蘭松（阿勃勒）。該廟屬於樹神信仰的廟宇，而且可能是臺南唯一一座以阿勃勒為神明的廟宇，但廟方的沿革匾則認為樹德尊王原名杜冠明，乃漢平帝之臣，因王莽之故在樹下自縊殉國，後來東漢光武帝復國後，敕封為「九天提督樹德尊王」。
開靈宮除了有「收契子」的習俗，還有樹王公「坐四轎」降駕為民眾處理地理風水、家運、疾病、收驚等問題的活動。

## 沿革

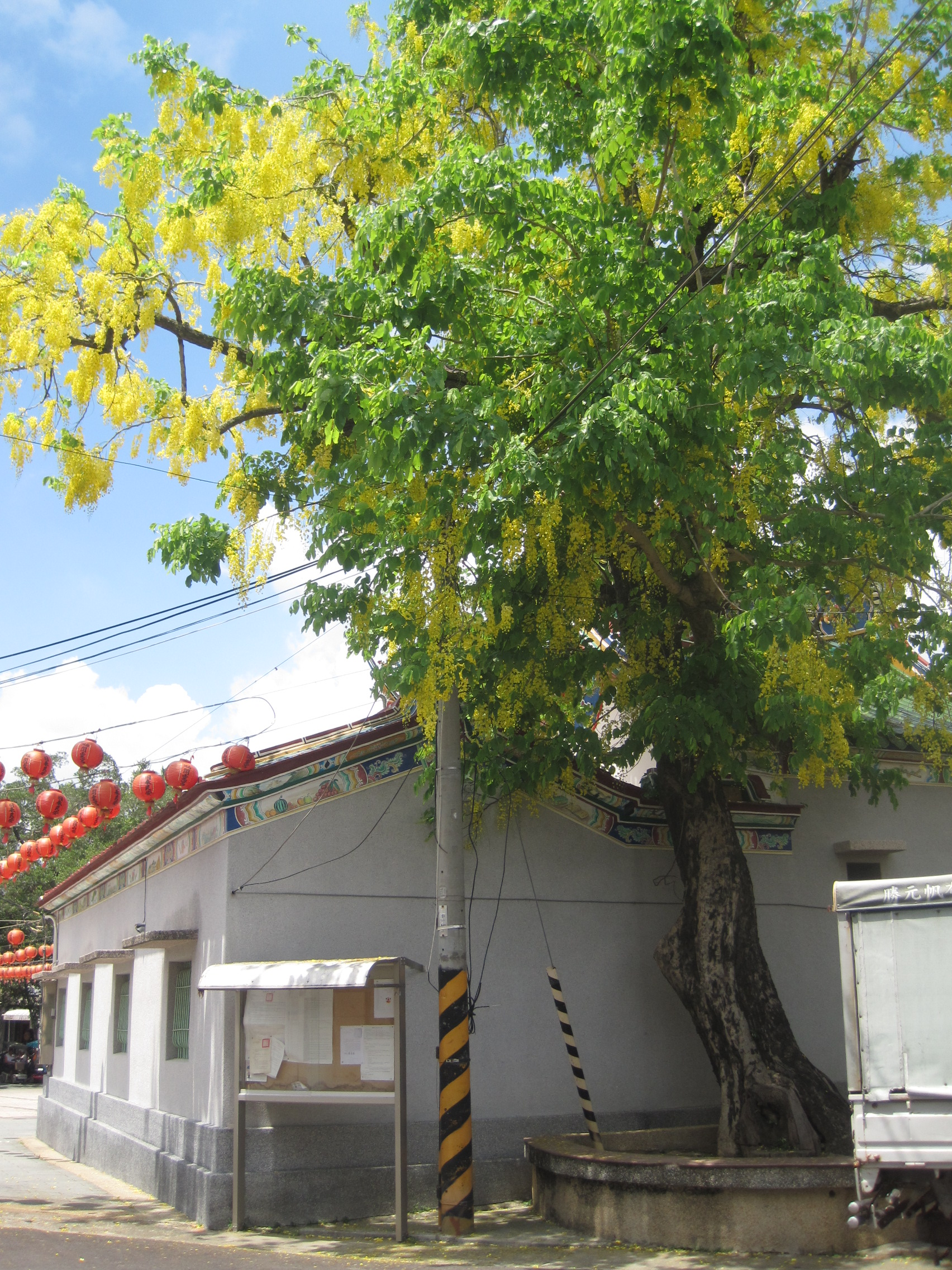
位在開靈宮後方的阿勃勒

根據《臺南州祠廟名鑑》與廟方的沿革匾，開靈宮建於乾隆廿九年（1764年）。而在《臺南州祠廟名鑑》一書對於立廟經過表示細節不詳，而廟方沿革匾則記載傳說過去在廟後的雨蘭松下常有孩童玩耍，有時孩童會做出念咒請神的動作玩樂，結果弄假成真，有位「九天提督樹德尊王」在乾隆廿四年六月十五日（1759年7月9日）降臨附在人身，說他奉玉旨出巡，見雨蘭松與他有緣，便囑咐村民早晚來燒香。後來村民取雨蘭松的一段雕刻成金身，之後每年農曆六月十五日舉行祭典，並在乾隆廿九年（1764年）立廟。
依據《臺南州祠廟名鑑》的記載，該廟在咸豐三年（1853年）改建，之後因光緒五年（1879年）的地震倒塌而在兩年後（1881年）重建。而後依據廟方沿革匾，該廟在大正十二年（1923年）又有改建，二次大戰後因民國五十三年（1964年）的強烈地震再度震毀，次年重建成為目前的廟貌。

## 祀神
開靈宮內除了主神樹德尊王外，還配祀有二樹王、三樹王、天上聖母、池府王爺、姚府先鋒爺、姚府元帥、江府元帥、關聖帝君等神明。其中姚府元帥據說原是在曾文水庫的水神，江府元帥則是霸守在二仁溪溪底的水神，是在歷次得請水儀式中請回到開靈宮裡的。此外該廟有一團宋江陣以關聖帝君為祖師爺，有別於一般以田都元帥為祖師爺的情況。該廟的池府王爺（池府千歲）與姚府先鋒爺，則是分靈自歸仁區的保西代天府。

### 樹德尊王來歷
根據廟中沿革匾的記載，樹德尊王生前名叫杜冠明，出生於江南鎮江，為漢平帝之臣，人稱杜將軍，為部屬所敬愛。王莽毒死漢平帝後，杜將軍脫官並率眾避居深山開墾荒地，以待將來有機會協助收復漢朝。然而其行蹤被王莽得知，乃派軍進攻，杜將軍不願被俘，遂在一古樹自縊。之後該地村落夜間有時發出光影，眾人認為是杜將軍附在此樹為神，便予以祭拜，並將該樹稱為「樹王公」。又據說病患到此祈求爐丹，服用後皆能痊癒，因而香火鼎盛。東漢光武帝劉秀復國後，感念杜將軍忠誠且逝世後仍顯靈庇佑百姓，便敕封為「九天提督樹德尊王」。
而根據《臺南州祠廟名鑑》的記載，該廟主神樹德尊王便是廟後的大樹，附近居民先是在底下建小祠，日後逐漸改建成一大廟。

### 五營

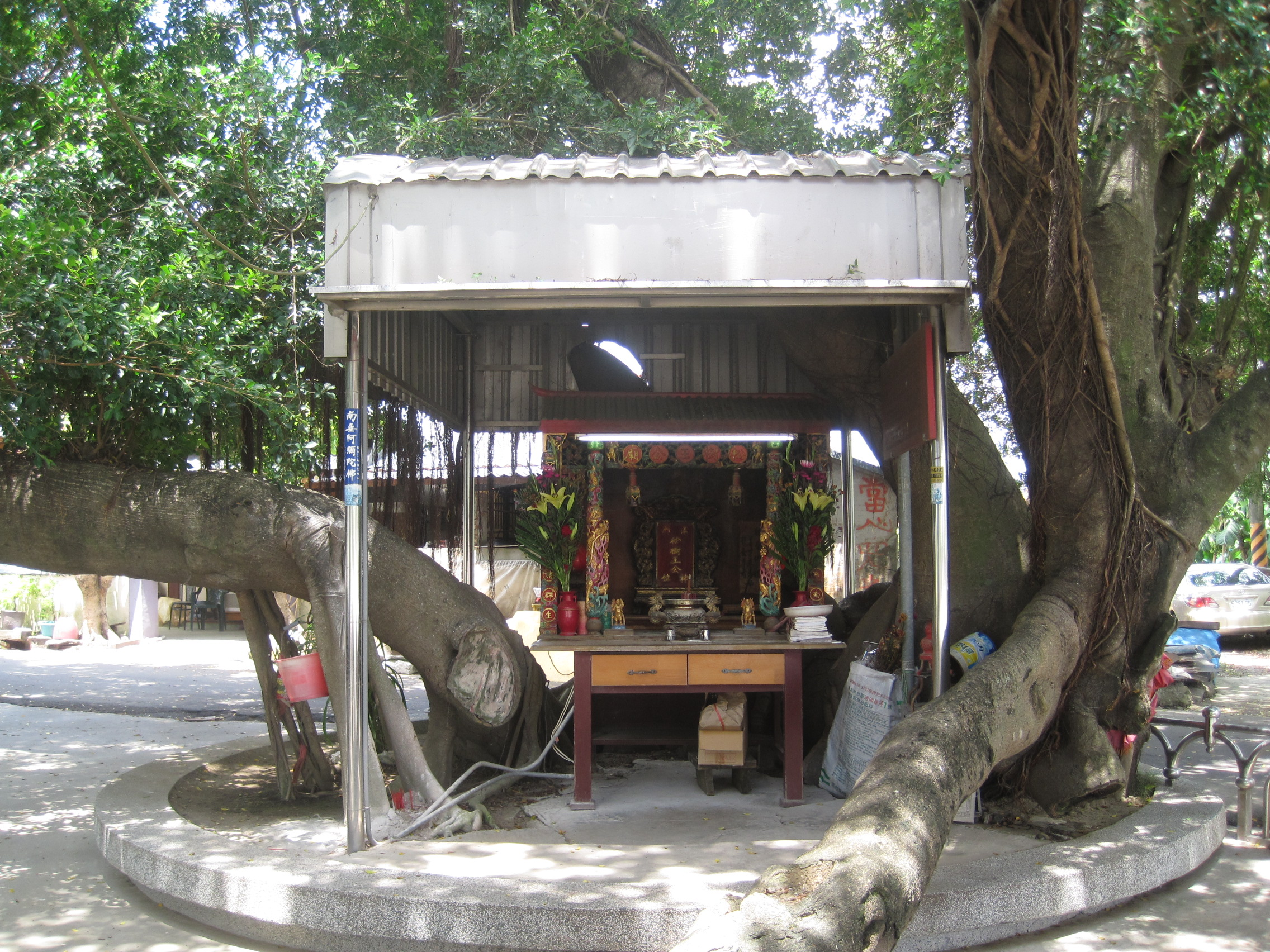
南洲松樹王公廟

開靈宮有內五營與外五營，此外還有兩處「兵榕」（榕神兵）。開靈宮會在「松樹王公」（二樹王公）神誕正月十五，與六月十五的樹德尊王千秋兩日舉行賞兵儀式。
| 內五營 |  | 有五營旗、五營頭、七星劍、鯊魚劍等象徵物。 |
| 外五營 |  | 使用竹符做為象徵物。 |
| 南兵榕 |  | 1994、1995年左右，開靈宮前往南化水庫請水時，迎請回來的兵將駐守之處。                                                                                   |
| 新兵榕 |  | 該地原有一株老榕，老榕枯死後，約在1996年左右從善化的小新營苗圃移植過來。據說移植時有一營陰兵一同過來依附，而該處兵榕乃為了鎮攝西邊埔仔尾公墓煞氣而種。 |